# Stasiówka (wieś w województwie lubelskim)
Stasiówka – wieś w Polsce położona w województwie lubelskim, w powiecie bialskim, w gminie Łomazy.
W latach 1975–1998 miejscowość położona była w województwie bialskopodlaskim.
Wieś jest sołectwem w gminie Łomazy. Według Narodowego Spisu Powszechnego z roku 2011 wieś liczyła 132 mieszkańców.
Wierni Kościoła rzymskokatolickiego należą do parafii Trójcy Świętej w Huszczy.